# حجر الاسود (شهر)
شهر حجر الاسود (به عربی: الحجر الأسود) در منطقه داریا از استان ریف دمشق در کشور سوریه واقع شده‌است. این شهر در سمت جنوبی شهر دمشق واقع شده و تنها ۴ کیلومتر با شهر دمشق فاصله دارد.

## جمعیت
جمعیت شهر حجر الاسود بر طبق نتایج سرشماری سال ۲۰۰۴ میلادی برابر ۸۴٬۹۴۸ نفر بوده‌است و بر طبق آمار سال ۲۰۰۴ پرجمعیت‌ترین شهر در منطقه داریا و سیزدهمین شهر پر جمعیت در کشور سوریه به حساب می‌آید.